# 태풍의 신부
《태풍의 신부》는 2022년 10월 10일부터 2023년 3월 9일까지 방송되었던 KBS 2TV 일일 드라마였다.

## 기획 의도
처절한 복수를 위해 원수의 며느리가 된 한 여자의 이야기

## 방송 시간
| 방송 채널 | 방송 기간                                         | 방송 시간                          | 방송 분량 |
| --------- | ------------------------------------------------- | ---------------------------------- | --------- |
| KBS 2TV   | 2022년 10월 10일 ~ 2023년 3월 9일 [1회~102회](본) | 매주 평일 오후 7시 50분 ~ 8시 30분 | 40분      |

## 제작진

### 제작사
- DK E&M : KBS 2TV 일일 드라마 《여자의 비밀》, KBS 2TV 주말 드라마 《하나뿐인 내편》 제작
- 초록뱀미디어 : MBC 수목 드라마 《역도요정 김복주》, MBC 일일 드라마 《비밀의 집》 제작

### 극본
- 송정림 : SBS 금요 드라마 《성장느낌 18세》(공동 집필), KBS 1TV TV 소설 《너와 나의 노래》(집필), KBS 1TV TV 소설 《약속》(집필), SBS 아침 드라마 《녹색마차》(집필), SBS 아침 드라마 《미쓰 아줌마》(집필), KBS 2TV 일일 드라마 《여자의 비밀》(집필), MBC 주말 특별 기획 드라마 《슬플 때 사랑한다》(집필) 집필

### 연출
- 박기현 : KBS 2TV 청소년 드라마 《반올림#1》(연출), KBS 2TV 청소년 드라마 《반올림#2》(연출), KBS 1TV 《전국노래자랑》(공동 연출), KBS 2TV 《넘버식스》(공동 연출), KBS 2TV my K Awesome Live 《(마이케이 어썸라이브)》(연출), KBS 1TV 일일 드라마 《꽃길만 걸어요》(연출), KBS 2TV KBS 드라마 스페셜 《그곳에 두고 온 라일락》(연출), KBS 2TV 일일 드라마 《빨강구두》(연출) 연출

## 등장 인물
- (†) 표시는 드라마 상에서 최종적으로 사망한 인물이다.

### 주요 인물
- 박하나: 은서연 / 강바람(진별) 역(아역: 이아라, 1회~5회, 14회, 17회, 23회, 25회, 32회, 33회, 41회, 42회, 101회) - 본작의 여주인공. 죽은 일석과 윤희(모연)의 친딸이자 죽은 백산과 인순의 양딸이자 며느리. 태풍과 바다의 양동생. 천연 화장품회사 고은 대표. 르블랑 기획개발실 팀장→실장→해고→대표이사. 죽은 산들의 첫사랑→연인→태풍의 아내→이혼→태풍의 연인(1회, 6회~102회)
- 손창민: 강백산 역(†) - 본작의 메인 빌런이자 최종 보스. 인순의 남편이자 용자의 아들. 태풍과 바다의 친아버지, 서연(바람)의 양아버지이자 시아버지. 친구인 일석과 재하를 살해한 장본인. 르블랑을 살리기 위해 필요한 천산화를 찾기위해 모연/윤희를 납치해 자신의 집 지하창고에 감금 시킴. 조만간 인순과 이혼할것으로 보인다. 르블랑 회장→해임→재수감자→사형선고를 받아 사형을 당해서 사망.
- 강지섭: 강태풍 역(아역: 강지석, 2회~5회, 23회, 32회, 33회) - 본작의 남주인공. 죽은 백산과 인순의 아들. 죽은 산들의 친구. 바다의 친오빠. 르블랑 기획개발실 인턴→실장. 서연(바람)의 양오빠→짝사랑→서연(바람)의 남편→이혼→서연(바람)의 연인 (6회~102회)
- 박윤재: 윤산들 역(†, 아역: 송준희, 2회~5회, 32회, 41회, 42회, 44회) - 본작의 서브 남주인공. 죽은 재하의 아들. 태풍의 친구. 르블랑의 기획개발실 전 실장. 서연의 첫사랑→연인→이별. 서연(바람)이 보는 눈 앞에서 죽은 백산이 시킨 사람에게 칼을 맞고 사망할 줄 알았으나 바다가 빼돌려 살아있었음→시한부→바다가 운전하고 있는 차에 교통사고로 사망. 모연(윤희)에게 각막 기증자.(6회~48회, 52회, 56회, 60회~102회)
- 오승아[1]: 강바다 역(아역: 김태연) - 본작의 서브 여주인공이자 중간 보스. 죽은 백산과 인순의 친딸. 태풍의 친여동생. 서연(바람)의 쌍둥이 양언니이자 시누이→라이벌. 산들 짝사랑. 르블랑 기획개발실 팀장→정신병원환자. (6회~102회)

### 백산네
- 최수린: 남인순 역 - 죽은 백산의 아내, 용자의 전 며느리. 태풍과 바다의 친어머니, 서연(바람)의 양어머니이자 시어머니. 죽은 백산과 이혼할것으로 보인다. 떡볶이집 취직
- 김영옥: 박용자 역 - 죽은 백산의 어머니이자 인순의 시어머니, 태풍과 바다의 친할머니, 서연(바람)의 양할머니이자 시할머니. 대박의 사돈어른. 치매환자. 요양원 생활.
- 차광수: 마대근 역 - 본작의 만악의 근원. 죽은 백산의 과거 악행을 알고 있는 인물.(2회~101회)
- 이명호: 남대박 역 - 인순의 10살 터울 남동생, 태풍과 바다의 외삼촌이자 서연(바람)의 양외삼촌, 죽은 백산의 처남이자 봉필의 라이벌.(10회~102회)
- 김영훈: 오충직 역 - 죽은 백산의 비서 겸 운전기사. 죽은 백산을 하늘처럼 모시는 충성스러운 비서다.

### 윤희 / 모연네
- 지수원: 서윤희/정모연 역 - 서연(바람)의 친모. 조이의 의붓어머니. 태풍의 전 장모. 제화브랜드 S그룹의 대표. 서연(바람)이 보는 눈 앞에서 죽은 백산의 의해 납치를 당해 병원과 죽은 백산의 집으로 감금되었으나 78화에 구출되고 눈 실명되었으나 마지막회에서 산들의 각막기증으로 이식 성공.(1회, 7회~102회)
- 배그린: 홍조이 역 - 모연(윤희)의 의붓딸. TV 기자. 서연(바람)의 의붓언니.(7회~102회)
- 전아름: 정지혜 실장 역 - 모연(윤희)의 비서.

### 순영네
- 최영완: 배순영 역 - 광식의 전처. 서연의 친언니 같은 버팀목이자 중요한 조력자. 딸기의 어머니.(2회~102회)
- 최소율: 배딸기/오딸기 역 - 순영과 광식의 친딸. 봉필의 의붓딸.(6회~102회)
- 김광영: 나봉필 역 - 신참 떡볶이 사장. 대박의 라이벌. 순영 짝사랑→남편. 딸기의 새아버지.(6회~102회)

### 그 외 인물
- 이시영: 양달희 역 - 서연의 보육원 친구. 천연 화장품회사 고은 직원.(6회~102회)
- 권세은: 허영지 역 - 르블랑 기획개발 1팀, 대리.
- 차승우: 차위대 역 - 르블랑 기획개발 1팀, 사원.
- 이재욱: 공장장 역
- 김결: 오광식 역 - 순영의 전남편. 딸기의 친아버지.

### 기타 인물
- 미상: 의사 역
- 미상: 직원 역
- 정병호: 차 회장 역
- 미상: 심사위원 역
- 변우종: 검사 역
- 미상: 교도관 역

### 특별 출연
- 남성진: 진일석 역 - 윤희(모연)의 남편이자 서연(바람)의 친부.
- 임호: 윤재하 역 - 죽은 산들의 아버지.
- 미상: 윤○○ - 죽은 재하의 형이자 죽은 산들의 큰아버지.(5회)
- 장가현: 민주원 역 - 서연이 일했던 에스테틱 실장
- 정유민: 서미나 역 - 여배우(6회, 10회, 27회~28회)

## 수상
| 연도 | 시상식       | 부문                        | 수상자 | 결과 |
| ---- | ------------ | --------------------------- | ------ | ---- |
| 2022 | KBS 연기대상 | 여자 조연상                 | 지수원 | 후보 |
| 2022 | KBS 연기대상 | 일일드라마 부문 남자 우수상 | 강지섭 | 후보 |
| 2022 | KBS 연기대상 | 일일드라마 부문 남자 우수상 | 손창민 | 후보 |
| 2022 | KBS 연기대상 | 여자 청소년 연기상          | 이아라 | 후보 |
| 2022 | KBS 연기대상 | 일일드라마 부문 여자 우수상 | 박하나 | 수상 |

## 시청률
최저 시청률과 최고 시청률은 시청률 조사회사와 지역별로 시청률에 차이가 있을 수 있습니다.
| 2022년  | 2022년    | 2022년         | 2022년         | 2022년       |
| 회차    | 방송일    | TNmS 시청률    | AGB 시청률     | AGB 시청률   |
| 회차    | 방송일    | 대한민국(전국) | 대한민국(전국) | 서울(수도권) |
| ------- | --------- | -------------- | -------------- | ------------ |
| 제1회   | 10월 10일 | 13.1%          | 12.8%          | 11.0%        |
| 제2회   | 10월 11일 | 13.8%          | 12.2%          | 10.4%        |
| 제3회   | 10월 12일 | 12.4%          | 11.4%          | 9.6%         |
| 제4회   | 10월 13일 | 12.2%          | 12.9%          | 10.4%        |
| 제5회   | 10월 14일 | 13.7%          | 12.3%          | 10.3%        |
| 제6회   | 10월 18일 | 14.6%          | 13.7%          | 11.4%        |
| 제7회   | 10월 19일 | 13.5%          | 12.4%          | 10.6%        |
| 제8회   | 10월 20일 | 13.0%          | 13.3%          | 11.0%        |
| 제9회   | 10월 21일 | 13.2%          | 12.4%          | 10.2%        |
| 제10회  | 10월 24일 | 13.5%          | 13.2%          | 10.5%        |
| 제11회  | 10월 25일 | 13.7%          | 12.8%          | 10.4%        |
| 제12회  | 10월 26일 | 12.5%          | 12.5%          | 10.2%        |
| 제13회  | 10월 28일 | 12.7%          | 12.6%          | 10.2%        |
| 제14회  | 10월 31일 | 12.5%          | 12.3%          | 10.6%        |
| 제15회  | 11월 2일  | 12.3%          | 12.8%          | 11.2%        |
| 제16회  | 11월 3일  | 13.0%          | 13.6%          | 12.3%        |
| 제17회  | 11월 4일  | 13.1%          | 12.2%          | 9.6%         |
| 제18회  | 11월 7일  | 12.8%          | 12.8%          | 10.4%        |
| 제19회  | 11월 8일  | 13.3%          | 13.3%          | 11.0%        |
| 제20회  | 11월 9일  | 11.9%          | 13.2%          | 10.8%        |
| 제21회  | 11월 10일 | 12.6%          | 13.0%          | 10.1%        |
| 제22회  | 11월 11일 | -              | 13.1%          | 11.0%        |
| 제23회  | 11월 14일 | 14.1%          | 13.9%          | 11.5%        |
| 제24회  | 11월 15일 | 13.9%          | 13.6%          | 11.3%        |
| 제25회  | 11월 16일 | 13.0%          | 13.7%          | 11.9%        |
| 제26회  | 11월 17일 | 12.3%          | 13.0%          | 10.7%        |
| 제27회  | 11월 18일 | 13.6%          | 12.8%          | 11.1%        |
| 제28회  | 11월 21일 | 14.3%          | 13.5%          | 11.5%        |
| 제29회  | 11월 23일 | 12.2%          | 13.7%          | 12.2%        |
| 제30회  | 11월 25일 | 12.5%          | 13.2%          | 11.4%        |
| 제31회  | 11월 29일 | -              | 13.2%          | 10.6%        |
| 제32회  | 11월 30일 | -              | 13.3%          | 11.4%        |
| 제33회  | 12월 1일  | -              | 13.3%          | 11.5%        |
| 제34회  | 12월 2일  | 13.7%          | 12.6%          | 11.1%        |
| 제35회  | 12월 5일  | 14.0%          | 13.8%          | 11.7%        |
| 제36회  | 12월 6일  | 14.5%          | 13.9%          | 11.8%        |
| 제37회  | 12월 7일  | 13.7%          | 13.0%          | 10.9%        |
| 제38회  | 12월 8일  | 13.8%          | 14.2%          | 12.3%        |
| 제39회  | 12월 9일  | 14.0%          | 13.4%          | 10.9%        |
| 제40회  | 12월 12일 | 14.1%          | 14.2%          | 12.1%        |
| 제41회  | 12월 13일 | 15.5%          | 14.5%          | 12.4%        |
| 제42회  | 12월 14일 | 13.9%          | 13.5%          | 10.9%        |
| 제43회  | 12월 15일 | 14.6%          | 14.4%          | 12.1%        |
| 제44회  | 12월 16일 | 14.2%          | 13.9%          | 11.4%        |
| 제45회  | 12월 19일 | 14.1%          | 14.6%          | 12.0%        |
| 제46회  | 12월 20일 | 14.1%          | 14.7%          | 12.5%        |
| 제47회  | 12월 21일 | 14.4%          | 14.0%          | 11.4%        |
| 제48회  | 12월 22일 | 17.1%          | 15.4%          | 12.8%        |
| 제49회  | 12월 23일 | 16.6%          | 14.0%          | 11.7%        |
| 제50회  | 12월 26일 | 15.3%          | 14.2%          | 11.9%        |
| 제51회  | 12월 27일 | -              | 14.3%          | 12.1%        |
| 제52회  | 12월 28일 | 15.2%          | 14.0%          | 11.5%        |
| 제53회  | 12월 29일 | 13.6%          | 14.8%          | 12.7%        |
| 제54회  | 12월 30일 | 14.5%          | 13.9%          | 11.9%        |
| 2023년  |           |                |                |              |
| 제55회  | 1월 2일   | 15.7%          | 15.2%          | 12.9%        |
| 제56회  | 1월 3일   | 14.8%          | 15.1%          | 12.6%        |
| 제57회  | 1월 4일   | 14.5%          | 14.1%          | 11.8%        |
| 제58회  | 1월 5일   | 14.0%          | 15.1%          | 12.5%        |
| 제59회  | 1월 6일   | 14.3%          | 13.9%          | 11.0%        |
| 제60회  | 1월 9일   | 15.8%          | 15.1%          | 12.6%        |
| 제61회  | 1월 10일  | 16.3%          | 14.4%          | 11.9%        |
| 제62회  | 1월 11일  | 15.3%          | 13.2%          | 10.8%        |
| 제63회  | 1월 12일  | 14.5%          | 13.7%          | 11.3%        |
| 제64회  | 1월 13일  | 14.6%          | 14.3%          | 12.3%        |
| 제65회  | 1월 16일  | 14.5%          | 14.5%          | 12.6%        |
| 제66회  | 1월 17일  | 15.1%          | 14.9%          | 12.9%        |
| 제67회  | 1월 18일  | 14.0%          | 13.8%          | 11.8%        |
| 제68회  | 1월 19일  | 14.9%          | 14.3%          | 12.2%        |
| 제69회  | 1월 20일  | 14.9%          | 13.7%          | 11.5%        |
| 제70회  | 1월 24일  | 14.8%          | 14.9%          | 13.9%        |
| 제71회  | 1월 25일  | 15.1%          | 14.5%          | 12.2%        |
| 제72회  | 1월 26일  | 15.3%          | 14.5%          | 11.9%        |
| 제73회  | 1월 27일  | -              | 13.8%          | 11.1%        |
| 제74회  | 1월 30일  | 16.1%          | 14.3%          | 12.1%        |
| 제75회  | 1월 31일  | 15.6%          | 14.2%          | 12.3%        |
| 제76회  | 2월 1일   | 14.8%          | 13.6%          | 11.2%        |
| 제77회  | 2월 2일   | 16.3%          | 15.7%          | 13.6%        |
| 제78회  | 2월 3일   | 15.0%          | 14.4%          | 11.7%        |
| 제79회  | 2월 6일   | 15.6%          | 14.8%          | 13.3%        |
| 제80회  | 2월 7일   | 15.1%          | 14.5%          | 11.7%        |
| 제81회  | 2월 8일   | 15.5%          | 14.5%          | 11.9%        |
| 제82회  | 2월 9일   | 14.8%          | 14.4%          | 12.3%        |
| 제83회  | 2월 10일  | 14.5%          | 14.9%          | 12.7%        |
| 제84회  | 2월 13일  | 16.5%          | 14.7%          | 11.7%        |
| 제85회  | 2월 14일  | 14.0%          | 14.5%          | 12.1%        |
| 제86회  | 2월 15일  | 15.8%          | 13.8%          | 11.3%        |
| 제87회  | 2월 16일  | 14.9%          | 14.1%          | 11.8%        |
| 제88회  | 2월 17일  | 13.7%          | 13.5%          | 12.0%        |
| 제89회  | 2월 20일  | 16.0%          | 14.7%          | 12.3%        |
| 제90회  | 2월 21일  | 14.7%          | 14.0%          | 11.7%        |
| 제91회  | 2월 22일  | 14.1%          | 13.9%          | 11.4%        |
| 제92회  | 2월 23일  | 14.8%          | 14.4%          | 12.1%        |
| 제93회  | 2월 24일  | 14.2%          | 13.7%          | 11.4%        |
| 제94회  | 2월 27일  | 14.6%          | 14.6%          | 12.9%        |
| 제95회  | 2월 28일  | 15.4%          | 14.5%          | 12.4%        |
| 제96회  | 3월 1일   | 14.6%          | 13.0%          | 10.2%        |
| 제97회  | 3월 2일   | 14.0%          | 13.9%          | 11.7%        |
| 제98회  | 3월 3일   | -              | 13.9%          | 11.8%        |
| 제99회  | 3월 6일   | 14.9%          | 14.3%          | 12.3%        |
| 제100회 | 3월 7일   | 15.7%          | 14.4%          | 11.7%        |
| 제101회 | 3월 8일   | 14.4%          | 14.4%          | 11.9%        |
| 제102회 | 3월 9일   | 15.5%          | 14.5%          | 12.5%        |

## 결방 사유 및 편성 변경
- 2022년 10월 17일: KBS 스포츠 2022년 KBO 리그 준플레이오프 1차전 키움 히어로즈 VS kt 위즈 중계방송으로 인한 결방.
- 2022년 10월 27일: KBS 스포츠 2022년 KBO 리그 준플레이오프 3차전 키움 히어로즈 VS kt 위즈 중계방송으로 인한 결방.
- 2022년 11월 1일: KBS 스포츠 2022년 KBO 리그 한국시리즈 1차전 키움 히어로즈 VS SSG 랜더스 중계방송으로 인한 결방.
- 2022년 11월 22일, 11월 24일, 11월 28일: 《2022 카타르 월드컵》 중계방송으로 인한 결방.
- 2023년 1월 23일: 2023 설특집 방송으로 인한 결방.
- 태양의 신부 방영 분량이 100부작에서 2회 연장되어 102부작으로 변경 및 확정되었다.

## OST
- Part.1: 김현정 - 내가 선택한 길(2022.10. 10. 발매)[3]
- Part.2: 허공 - 만날 사람은 만나(2022.10. 16. 발매)
- Part.3: 송푸름 - 우리 사랑을 시작해도 될까요(2022. 10. 23. 발매)
- Part.4: 지세희 - 나의 사랑(2022. 10. 30. 발매)
- Part.5: 란 - 잊는다고 잊혀지는 너라면(2022. 11. 6. 발매)
- Part.6: 모닝커피 - 사랑을 했을까(2022. 11. 13. 발매)
- Part.7: 더데이지 - 그대곁이면(2022. 11. 20. 발매)
- Part.8: 강예슬 - 채워지지 않은 빈자리(2022. 11. 27. 발매)
- Part.9: 송민경 - 듣고 있나요(2022. 11. 30. 발매)
- Part.10: 황가람 - 하나의 사랑(2022. 12. 4. 발매)[4]
- Part.11: 한경일 - 사랑해도 안된다는 걸(2022. 12. 7. 발매)
- Part.12: 클랑 - Let it go(2022. 12. 11. 발매)
- Part.13: 태하 - 나 알아(2022. 12. 14. 발매)
- Part.14: 윤태화 - 그렇게 너를 보냈어(2022. 12. 18. 발매)
- Part.15: 서제이 - 꿈에(2022. 12. 21. 발매)
- Part.16: 한살차이 - can feel you(2022. 12. 25. 발매)
- Part.17: 비비안 - 잊혀지는게 싫어(2022. 12. 28. 발매)
- Part.18: 유리상자 - 그댈 사랑할게요(2023. 1. 1. 발매)
- Part.19: 루미 - 다시 그대를 안을 수 있다면(2023. 1. 4. 발매)
- Part.20: 류지광 - 내일로 간다(2023. 1. 8. 발매)
- Part.21: 코다 브릿지 - 마음에 기대(2023. 1. 11. 발매)
- Part.22: 최도영(CANDO) - 복잡한 마음(2023. 1. 15. 발매)
- Part.23: 안예슬 - 빗소리 가득한 이 아침에(2023. 1. 18. 발매)
- Part.24: 하진우 - 바람에 스친 이별(2023. 1. 22. 발매)
- Part.25: 한가빈 - 이렇게 날 힘들게만 하니(2023. 1. 25. 발매)
- Part.26: 이솔 - 그런 인연(2023. 1. 29. 발매)
- Part.27: 장혜리 - 취한 것 같아(2023. 2. 1. 발매)
- Part.28: 천소아(Cheon Soa) - 눈물이 마르지도 않는다(2023. 2. 5. 발매)
- Part.29: 금나라 - 그대를 만나고 그대를 사랑하고(2023. 2. 9. 발매)
- Part.30: 다무(Damu) - 작은 바램(2023. 2. 12. 발매)
- Part.31: 김영민(태사자) - 어둔 밤 달빛처럼(2023. 2. 15. 발매)
- Part.32: 카진(Kajin) - 사랑이 꺼진 후(2023. 2. 19. 발매)
- Part.33: 밈(Mim) - 너 없이 너를(2023. 2. 22. 발매)
- Part.34: 김민울 - 나 이렇게 혼자서는 자신이 없어(2023. 2. 26. 발매)
- Part.35: 소울크라이 - 썸데이(2023. 3. 1. 발매)
- Part.36: 여은 - 기억하나요(2023. 3. 5. 발매)
- Part.37: 조문근 - Goodbye 사랑한 Everyday(2023. 3. 8. 발매)
- Part.38: 태풍의 신부 - Various Artists(2023. 3. 12. 발매)

## 참고 사항
- 박하나는 천상의 약속 ,빛나라 은수 , 인형의 집, 위험한 약속 이여서 다섯번째로  KBS 일일드라마 의 주연을 맡았다
- 이명호, 김영옥, 특별 출연한 임호는 KBS 2TV TV 소설 《꽃피어라 달순아》 이후 5년 만에 재회하여 캐스팅 되었다.
- 이명호, 김영옥은 KBS 2TV TV 소설 《꽃피어라 달순아》, KBS 2TV 주말 드라마 《신사와 아가씨》에 이어 세 번째로 재회하여 캐스팅 되었다.
- 박하나, 송정림 작가는 MBC 주말 특별 기획 드라마 《슬플 때 사랑한다》 이후 3년 만에 재회하여 합류하였다.
- 박하나, 오승아, 김영옥은 KBS 2TV 주말 드라마 《신사와 아가씨》 이후 1년 만에 재회하여 캐스팅 되었다.
- 손창민, 지수원은 디즈니+ 《너와 나의 경찰수업》 이후 9개월 만에 재회하여 캐스팅 되었다.
- 오승아, 지수원은 MBC 일일 드라마 《두 번째 남편》 이후 1년 만에 만에 재회하여 캐스팅 되었다.
- 박윤재, 이명호, 최영완, 김광영, 차승우, 이재욱, 특별 출연한 정유민은 KBS 2TV 일일 드라마 《빨강구두》 이후 1년 만에 재회하여 캐스팅 되었다.
- 최수린, 배그린은 KBS 2TV 주말 드라마 《현재는 아름다워》 이후 6개월 만에 재회하여 캐스팅 되었다.
- 남성진, 임호는 MBC TV 《전원일기》, KBS 1TV 대하 드라마 《대조영》, KBS 1TV 대하 드라마 《광개토태왕》에 이어 네 번째로 재회하여 캐스팅 되었다.